# Manifeste des Perses
 (décembre 2022).
Si vous disposez d'ouvrages ou d'articles de référence ou si vous connaissez des sites web de qualité traitant du thème abordé ici, merci de compléter l'article en donnant les références utiles à sa vérifiabilité et en les liant à la section « Notes et références ».

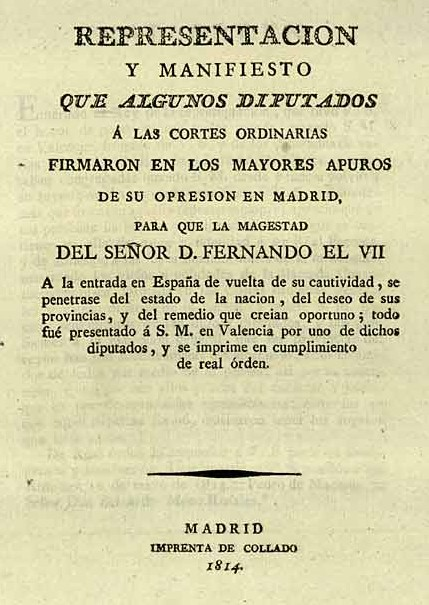
Couverture du cahier contenant le Manifeste des Perses.

Le Manifeste des Perses (en espagnol Manifiesto de los Persas) est un document présenté le 9 mars 1814 à Madrid par 69 députés espagnols menés par Jose de Rosalesis, qui réclamait au roi Ferdinand VII le retour à l'Ancien Régime et l'abrogation de la législation des Cortes de Cadix lors de son retour de France.
Le nom du manifeste est tiré du document lui-même et fait référence à la coutume perse consistant à disposer de cinq jours d'anarchie après la mort du roi. Les signataires du manifeste identifiaient cette anarchie avec la période de libéralisme en cours. Le document comparait la Constitution de 1812 avec la révolution américaine.
Le document servit de base au monarque pour décréter le même jour la Restauration de l’absolutisme.